# Радко Димитров
Радко Димитров е бивш български футболист, полузащитник.

## Биография
Роден е на 11 май 1964 г. в Пазарджик. Играл е за Хебър, ЦСКА, Славия, Локомотив (Пловдив), Велбъжд и Алки (Ларнака, Кипър). В А група има 66 мача и 14 гола. За купата на УЕФА е изиграл 2 мача за Локомотив (Пд). Има 8 мача за младежкия национален отбор.

## Статистика по сезони
- Хебър – 1982/83 – Б група, 14 мача/1 гол
- Хебър – 1983/84 – Б група, 25/2
- Хебър – 1984/85 – В група, 23/6
- Хебър – 1985/86 – В група, 31/8
- Хебър – 1986/87 – В група, 34/11
- Хебър – 1987/88 – Б група, 36/9
- Хебър – 1988/89 – Б група, 26/13
- Хебър – 1989/90 – А група, 30/1
- ЦСКА – 1990/ес. – А група, 4/0
- Локомотив (Пд) – 1991/пр. – А група, 13/1
- Славия – 1991/92 – А група, 19/4
- Славия – 1992/ес. - А група, 8/1
- Хебър – 1993/пр. - Б група, 16/3
- Локомотив (Пд) – 1993/94 – А група, 24/6
- Хебър – 1994/95 – Б група, 27/5
- Хебър – 1995/96 – Б група, 35/10
- Велбъжд – 1996/ес. - А група, 6/1
- Алки – 1996/97 – Дивизия А, 18/5
- Алки – 1997/98 – Дивизия А, 21/6
- Хебър – 1998/99 – В група, 19/4